# Xoắn ốc helix

Đồ thị của hình xoắn ốc helix trên mặt nón, đường cong cơ sở là hình xoắn ốc logarit

Trong hình học, xoắn ốc helix (hay còn gọi là đường helix, đường cánh quạt, hay đơn giản là đường xoắn ốc) là một đường cong có tiếp tuyến tại mỗi điểm tạo thành một góc không đổi với một hướng cho trước. Theo định lý Lancret, các đường xoắn ốc là các đường cong duy nhất mà tỷ lệ giữa độ cong và độ xoắn là không đổi.

## Các kiểu helix
Có nhiều loại xoắn ốc helix, phân chia theo đường cong cơ sở (Γ) hoặc theo mặt chứa. Ta có một số xoắn như sau 
| Helix            | Đường con cơ sở              | Mặt chứa          |
| ---------------- | ---------------------------- | ----------------- |
| Helix tròn       | Đường tròn                   | Mặt trụ tròn xoay |
| Helix e-líp      | Hình elip                    | Hình trụ elip     |
| Helix nón        | Xoắn ốc logarit              | Nón tròn xoay     |
| Helix cầu        | Epicycloid                   | Mặt cầu           |
| Helix paraboloid | Đường développante-du-cercle | Paraboloid        |

## Helix tròn

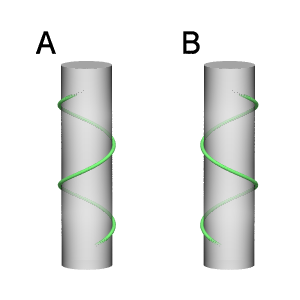
Helix tròn một bước phải (A) hoặc một bước trái (B)

Helix tròn nằm trên hình trụ tròn xoay. Trục của hình trụ này được gọi là trục xoắn, bán kính của hình trụ này được gọi là bán kính xoắn. Bất kỳ đường thẳng nào được vẽ trên hình trụ đều cắt với helix theo các khoảng đều đặn có chiều dài cố định được gọi là bước của helix. 

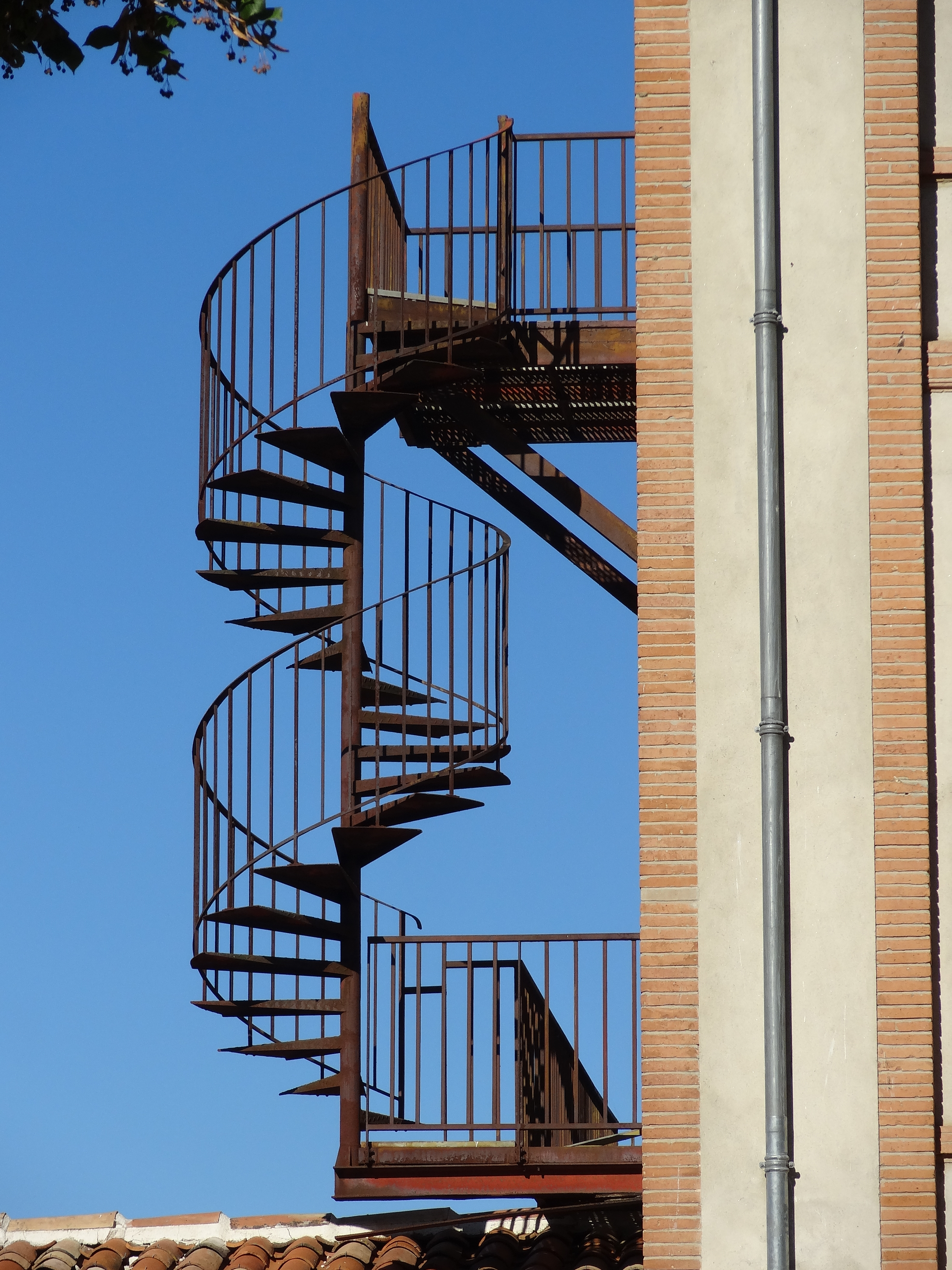
Cầu thang xoắn ốc helix

### Phương trình tham số
Trong không gian với một tham chiếu trực giao {\displaystyle \ (O,{\vec {i}},{\vec {j}},{\vec {k}})}, có hai helix tròn vô hạn với trục {\displaystyle (O,{\vec {k}})}, bán kính a và bước 2πb, được cho bởi phương trình tham số:
{\displaystyle \left\{{\begin{aligned}x(t)&=a\cos(t)\\y(t)&=a\epsilon \sin(t)\\z(t)&=bt\end{aligned}}\right.}
trong đó ε bằng 1 (helix dextre) hoặc -1 (helix senestre) .

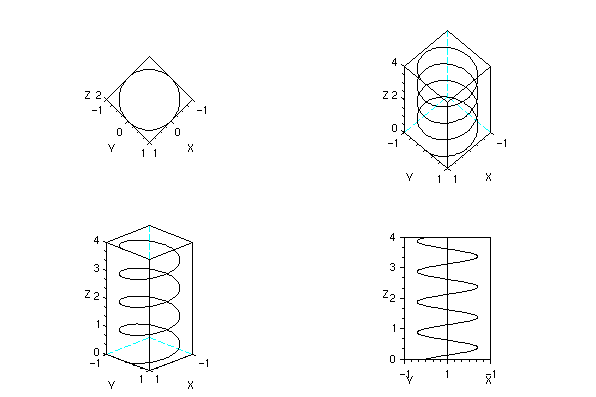
Helix tròn nhìn từ nhiều góc độ

Trong hệ tọa độ trụ:
{\displaystyle \left\{{\begin{aligned}r&=a\\\theta &=\epsilon t\\z&=bt\end{aligned}}\right.}
với ε bằng 1 hoặc -1. 